# Nina Kennedy
Nina Kennedy OAM (* 5. April 1997 in Busselton, Western Australia) ist eine australische Leichtathletin, die sich auf den Stabhochsprung spezialisiert hat. 2023 wurde sie in Budapest Weltmeisterin in dieser Disziplin und 2024 Olympiasiegerin.

## Sportliche Laufbahn
2012 wurde Kennedy in Melbourne Australische Vizemeisterin. Erste internationale Erfahrungen sammelte sie bei den Jugendweltmeisterschaften 2013 in Donezk, wo sie mit übersprungenen 4,05 m den fünften Platz belegte. Bei den Australischen Meisterschaften holte sie Bronze. 2014 erfolgte die Teilnahme an den Juniorenweltmeisterschaften in Eugene, bei denen Kennedy mit 4,40 m auf den vierten Platz gelangte. 2015 qualifizierte sie sich für die Weltmeisterschaften in Peking, bei denen ihr in der Qualifikation keine gültige Höhe gelang. Erneut wurde sie Australische Vizemeisterin. 2016 gelang ihr bei den U20-Weltmeisterschaften in Bydgoszcz kein gültiger Versuch aber erneut konnte Kennedy Australische Vizemeisterin werden. 2018 war ihr bis dato erfolgreichstes Jahr. Sie qualifizierte sich für die Hallenweltmeisterschaften in Birmingham und erreichte dort mit einer Höhe von 4,60 m den achten Platz. Anschließend nahm sie erstmals an den Commonwealth Games im australischen Gold Coast teil und gewann mit 4,60 m die Bronzemedaille hinter der Kanadierin Alysha Newman und Eliza McCartney aus Neuseeland. Zudem wurde Kennedy Australische Meisterin.
2021 verbesserte sich Kennedy Anfang Januar auf 4,75 m. Mitte März übersprang sie beim Freiluft-Meeting Sydney Track Classic 4,82 m, womit sie den nationalen Rekord um einen Zentimeter erhöhte und zu diesem Zeitpunkt auch Führende in der Weltjahresbestenliste war. Sie qualifizierte sich damit für die Olympischen Sommerspiele in Tokio, verpasste dort aber mit 4,40 m den Finaleinzug. Im Jahr darauf wurde sie beim Meeting International Mohammed VI d’Athlétisme de Rabat mit 4,65 m Zweite und siegte anschließend mit 4,65 m bei den Paavo Nurmi Games. Im Juli übersprang sie bei den Weltmeisterschaften in Eugene 4,80 m im Finale und gewann damit die Bronzemedaille hinter den US-Amerikanerinnen Katie Nageotte und Sandi Morris. Daraufhin siegte sie mit 4,60 m bei den Commonwealth Games in Birmingham und siegte dann mit 4,66 m beim Herculis in Monaco. Bei der Athletissima wurde sie mit 4,70 m Zweite und entschied dann das Finale der Diamond League bei Weltklasse Zürich mit 4,81 m für sich.
Kennedy absolviert ein Studium in Verhaltenswissenschaften an der University of Notre Dame Australia.
Am 23. August 2023 wurde sie bei den Weltmeisterschaften 2023 gemeinsam mit Katie Moon Weltmeisterin, da beide Athletinnen den exakt gleichen Sprungverlauf hatten und anschließend auf ein Stechen verzichteten.
Bei den Olympischen Spielen 2024 in Paris gewann sie mit einer Höhe von 4,90 m die Goldmedaille. Hierfür wurde sie 2025 mit der Medaille des Order of Australia ausgezeichnet.
Für ihre Verdienste um den Sport als Goldmedaillengewinner bei den Olympischen Spielen 2024 in Paris.

## Erfolge
national (Australien)
- 2012: Australische Vizemeisterin
- 2013: 3. Platz Australische Meisterschaften
- 2015: Australische Vizemeisterin
- 2016: Australische Vizemeisterin
- 2018: Australische Meisterin

international
- 2013: 5. Platz U18-Weltmeisterschaften
- 2014: 4. Platz U20-Weltmeisterschaften
- 2015: Teilnahme Weltmeisterschaften
- 2016: Teilnahme U20-Weltmeisterschaften
- 2018: 8. Platz Hallenweltmeisterschaften
- 2018: 3. Platz Commonwealth Games
- 2022: 3. Platz Weltmeisterschaften
- 2023: 1. Platz Weltmeisterschaften
- 2024: 1. Platz Olympische Spiele

## Persönliche Bestleistungen
(Stand: 9. Januar 2021)
Halle
4,62 m (25. Februar 2018 in Clermont-Ferrand)
Freiluft
4,90 m (23. August 2023 in Budapest) 